# The Madness Fall Tour
Tournées par The Weeknd
King of the Fall Tour Starboy: Legend of the Fall Tour
The Madness Fall Tour est la quatrième tournée du chanteur canadien The Weeknd afin de promouvoir l'album Beauty Behind the Madness. La tournée débute le 3 novembre à Toronto au Canada et se termine le 19 décembre 2015 à Miami aux États-Unis,.

## Setlist
Liste des chansons lors de la tournée.
1. Real Life
2. Losers
3. Acquainted
4. Often
5. High for This
6. The Party & the After Party
7. The Morning
8. House of Balloons / Glass Table Girls
9. Tell Your Friends
10. The Birds, Part 1
11. Earned It
12. Shameless
13. Dark Times
14. As You Are
15. Angel
16. Can't Feel My Face
17. D.D. / In the Night
18. Prisoner
19. The Hills

Encore
1. Wicked Games

## Dates
| Date        | Villes       | Pays       | Première partie     |
| ----------- | ------------ | ---------- | ------------------- |
| 3 novembre  | Toronto      | Canada     | Banks Travis Scott  |
| 5 novembre  | Toronto      | Canada     | Banks Travis Scott  |
| 6 novembre  | Chicago      | États-Unis | Banks Travis Scott  |
| 7 novembre  | Auburn Hills | États-Unis | Banks Travis Scott  |
| 11 novembre | Newark       | États-Unis | Banks Travis Scott  |
| 12 novembre | Worcester    | États-Unis | Banks Travis Scott  |
| 14 novembre | Uncasville   | États-Unis | Banks Travis Scott  |
| 15 novembre | Washington   | États-Unis | Banks Travis Scott  |
| 16 novembre | New York     | États-Unis | Banks Travis Scott  |
| 18 novembre | Brooklyn     | États-Unis | Banks Travis Scott  |
| 19 novembre | Brooklyn     | États-Unis | Banks Travis Scott  |
| 24 novembre | Montréal     | Canada     | Travis Scott        |
| 27 novembre | Winnipeg     | Canada     | Halsey Travis Scott |
| 29 novembre | Calgary      | Canada     | Halsey Travis Scott |
| 30 novembre | Edmonton     | Canada     | Halsey Travis Scott |
| 2 décembre  | Vancouver    | Canada     | Halsey Travis Scott |
| 5 décembre  | Oakland      | États-Unis | Halsey Travis Scott |
| 6 décembre  | San José     | États-Unis | Halsey Travis Scott |
| 8 décembre  | Inglewood    | États-Unis | Banks Travis Scott  |
| 9 décembre  | Inglewood    | États-Unis | Banks Travis Scott  |
| 13 décembre | Houston      | États-Unis | Halsey Travis Scott |
| 15 décembre | Atlanta      | États-Unis | Halsey Travis Scott |
| 17 décembre | Tampa        | États-Unis | Halsey Travis Scott |
| 19 décembre | Miami        | États-Unis | Halsey Travis Scott |